# Adonis
Adonis o Adunis (in arabo أدونيس‎?), pseudonimo di ʿAlī Aḥmad Saʿīd Isbir (in arabo علي أحمد سعيد إسبر‎?, ʿAlī Aḥmad Saʿīd Isbir; Qassabīn, 1º gennaio 1930) è un poeta e saggista siriano.

## Biografia
Studia dapprima all'Università di Damasco e poi all'Università Saint Joseph di Beirut. Nel 1957 pubblica la prima raccolta poetica che viene accolta con favore e che gli vale la stima del poeta libanese Yūsuf al-Khāl (sotto lo pseudonimo di Unsī al-Ḥajj) il quale lo invita a contribuire alla nascita della rivista Shiʿr (Poesia).
Adonis è stato attivissimo nel dibattito politico-culturale, estetico e filosofico. Insieme al poeta iracheno Badr Shākir al-Sayyāb e al palestinese Jabrā Ibrāhīm Jabrā è tra i fondatori del gruppo Tammuzi, dal nome della divinità babilonese, appunto per simboleggiare la volontà di una rinascita culturale araba, rileggendone il patrimonio (sia quello islamico che quello del Vicino Oriente antico) in una chiave non nazionalistica o religiosa, ma di apertura alla modernità. In quest'ambito si pone, per l'approccio innovativo, anche l'antologia della poesia classica araba curata dallo stesso Adonis.
Gli anni sessanta sono anche quelli di importanti opere poetiche - tra cui i Canti di Mihyār il damasceno (1961), scritto dopo un lungo soggiorno parigino e Il teatro e gli specchi (1968) - e della fondazione di nuove riviste quali Afāq (Orizzonti) nel 1964 e Mawāqif (Posizioni) nel 1968 in cui vengono ospitate sperimentazioni poetiche, poesie in arabo dialettale, traduzioni dalle maggiori esperienze poetiche contemporanee (Rilke, Rimbaud, Eliot) e poemi in prosa.
A seguito della guerra civile libanese, fuggì dal Libano nel 1980 per rifugiarsi a Parigi a partire dal 1985. È il rappresentante della Lega Araba presso l’UNESCO.
L'opera di Adonis è stata tradotta in molte lingue. Tra le più significative raccolte poetiche si segnalano: Qālat al-Arḍ (1952; Disse la terra), Aghānī Mihyār al-Dīmashqī, (1961; I canti di Mihyār al-Dimashqī), Qabr min ajal New York (1971; Una tomba per New York), Kitāb al-Ḥisār (1986; Il libro dell'assedio), Introduzione alla poetica araba (1992), Poesie (1993), Sijjīl (2000), Mūsīqā al-ḥūt al-azraq (2005; La musica della balena azzurra), al-Muḥīt al-aswad (2006, L'oceano nero).

## Riconoscimenti
- Nel 1995 ha vinto il Prix Méditerranée per Soleils seconds[2].
- Nel 1995 gli è stato assegnato l'International Nazım Hikmet Poetry Award[3].
- Nel 1997 ha vinto la Corona d’oro[4].
- Nel 1999 gli è stato assegnato il Premio Nonino per la poesia.[5]
- Nel 2000 gli è conferito il Premio LericiPea per l'Opera Poetica[6]
- Nel 2003 ha vinto il Premio Internazionale Letterario Mondello[7]
- Nel 2008 ha ottenuto un riconoscimento alla carriera da parte del Festival internazionale di poesia civile di Vercelli.[8]
- Nel 2011 ha vinto il Premio Goethe[9].
- Nel 2013 ha ricevuto il Premio Capri[10].
- Nel 2013 gli è stato assegnato il Golden Tibetan Antelope Poetry Prize[11].
- Nel 2013 ha ricevuto il Petrarch Prize[12].
- Nel 2014 ha vinto il Janus Pannonius Prize[13].
- Nel 2015 gli è stato assegnato il Kumaran Asan World Prize[14].
- Nel 2016 ha ricevuto il Literary prize[15].
- Nel 2016 gli è stato assegnato il Dagerman Award[16].
- Nel 2016 gli è stato assegnato il Erich Maria Remarque Peace Prize[12].
- Nel 2017 gli è stato assegnato il Premio PEN/Nabokov[17].

È stato più volte candidato al Premio Nobel per la letteratura.

## Opere tradotte in lingua italiana

### Poesia
- Poesie in: Adonis-Zach Natan, Poesie (1993, Quasar, Gemina)
- Desiderio che avanza nelle mappe della materia, traduzione di Fauzi Al Delmi, introduzione di Mario Nicolao, Genova, Edizioni San Marco dei Giustiniani, "Poeti della Riva Sud del Mediterraneo", 1997. ISBN 978-88-7494-108-7
- Nella pietra e nel vento (1999, Mesogea, La grande)
- Memoria del vento (2002, TEA, Poeti del nostro tempo - 2005, Guanda, Fenice contemporanea)
- Cento poesie d'amore (2003, Guanda, Fenice contemporanea)
- Libro delle metamorfosi e della migrazione nelle regioni del giorno e della notte (2004, Mondadori, Lo specchio)
- In onore del chiaro e dello scuro (2005, Archivi del '900, A mano libera)
- Alberi (2007, Manni Editori, quaderno in 999 copie numerate fuori commercio)
- Ecco il mio nome (2008 Donzelli)
- La lingua del peccato e altri testi poetici, a cura di Valentina Colombo (2008, Interlinea edizioni)
- Singolare in forma di plurale (2014, Guanda, Poeti della fenice)

### Saggistica
- Introduzione alla poesia araba (1992, Marietti, Biblioteca arabo-islamica)
- La preghiera e la spada (2002, Guanda, Biblioteca della fenice)
- La musica della balena azzurra (2005, Guanda, Biblioteca della fenice)
- Oceano nero (2006, Guanda, Biblioteca della fenice)
- Beirut. La non-città (2007, Milano, Medusa Edizioni, ISBN 978-88-7698-145-6)
- Violenza e Islam (2015, Guanda)
- Profezia e potere (2020, Guanda)[19].

### Teatro
- Alberi adagiati sulla luce in: Adonis-Francesca Corrao-Giorgio Amitrano-Tiziano Scarpa, Alberi adagiati sulla luce - Chie-Chan e io - L'inseguitore (2008, Feltrinelli)

### Reportage fotografico
- con Gianni Limonta: Oro incenso & Siria (2005, Mondadori, Illustrati)